# Thagria sulphureus
Thagria sulphureus är en insektsart som beskrevs av William Lucas Distant 1908. Thagria sulphureus ingår i släktet Thagria och familjen dvärgstritar. Inga underarter finns listade i Catalogue of Life.